# Lecidella buelliastrum
Lecidella buelliastrum är en lavart som först beskrevs av Johannes Müller Argoviensis, och fick sitt nu gällande namn av Knoph & Rambold. Lecidella buelliastrum ingår i släktet Lecidella och familjen Lecanoraceae.   Inga underarter finns listade i Catalogue of Life.